# Klonkrigen
Klonkrigen, (engelska: Clone Wars) stjärnornas krigs första konflikt som slutligen leder till skapande av Rymdimperiet. Klonkrigen utspelar sig i Star Wars Episod II - och III. TV-serien Star Wars: The Clone Wars. Många av galaxens största slag, till exempel slaget vid Geonosis, slaget vid Kashyyyk och slaget vid Utapau äger rum i klonkriget.
Klonkrigen har fått sitt namn ifrån faktumet att klonsoldaterna var de som jämnade ut kriget till republikens fördel. Men i slutet av klonkrigen utförs Order 66, och republiken samt separatist regimen faller. I dess plats upprättas Rymdimperiet.

## Anledning till kriget
Kriget kom som en konsekvens av år av korruption och ökat fokus på galaxens centrala världar. Detta fick flera planeter och deras folk att känna sig glömda av republiken. Detta ledde till bildandet av en Separatistisk rörelse som ville bilda en egen konfederation av planeter. När folket på planeten Naboo slår undan en invasion av den stora handelsfederationen (se Star Wars: Episod I - Det mörka hotet), så inspirerar det folk vidare att slå sig fria från republiken. Kriget börjar sedan vid slaget vid Geonosis.

## Strider
I klonkriget utkämpades otaliga slag, på otaliga världar i galaxen. Miljarder stridsdroider kämpade mot miljontals klonsoldater. Otaliga droider och soldater dog. Tusentals markfarkoster och rymdskepp förstördes. Många planeter ödelades.

### Striden om Coruscant
Striden om Coruscant utkämpades i slutet av klonkriget. Kriget var en av de största konflikterna i klonkriget. Droidernas överbefälhavare General Grievous lyckades kidnappa överkansler Palpatine, trots att många jedier vaktade honom. Grievous lyckades inte fly från systemet ombord på sitt flaggskepp Invisible Hand (Osynliga Handen). Tusentals av både republikens och separatisternas skepp förstördes. Till slut lyckades jedierna Obi-Wan Kenobi och Anakin Skywalker rädda överkansler Palpatine. De landade med sina skepp i hangaren på Invisible Hand. De hittade stället där Palpatine hölls som fånge, men Greve Dooku anlände. Efter en kort strid lyckades Dooku kasta iväg Obi-Wan med Kraften. Anakin lyckades slå av Dookus händer, och på uppmaning av Palpatine högg Anakin huvudet av honom. De tillfångatogs av Grievous, men jedierna lyckades befria sig själv, och tog över flaggskeppets kommandbrygga. De landade på Coruscants yta, medan Grievous flydde till Utapau.
på Utapau blev han besegrad av jedin Obi-Wan Kenobi.

## Krigets konsekvenser och följder
I dess efterdyningar visar det sig att Klonkrigen var en artificiellt skapad konflikt av överkansler Palpatine (senare Kejsare Palpatine, även kallad Darth Sidious). Konfliktens syfte var att skapa förutsättningarna för Order 66 (Utrotandet av Jedi Ordern) och upprättandet av ett Galaktiskt Imperium under Palpatines samt hans lärjunge Darth Vaders ledning.